# Tom Hingley & The Lovers
The Lovers is een Britse band uit Manchester. Hun muziek is een mix van punk en rock met trendy elementen.

## Bezetting
Oprichters
- Jeremy Kelly (gitaar)
- Darren Jones (zang)
- Tom Hingley (zang, sinds 1995)

Huidige bezetting
- Tom Hingley (zang)
- Steve Hanley (e-basgitaar)
- Jason Brown (gitaar)
- Paul Hanley (drums)
- Kelly Wood (keyboards)

## Geschiedenis
The Lovers zijn in 1989 geformeerd door Jeremy Kelly, die ook speelde in de bands Lotus Eaters, Wild Swans en Diamond Sutra. Hij nam enkele demo's op met zanger Darren Jones, maar het project mislukte. In 1995 hervormde Jeremy Kelly The Lovers met Inspiral Carpets-zanger Tom Hingley, die eerder zong en gitaar speelde in de band Too Much Texas. Ze experimenteerden met stemmonsters en elektronische geluidsbestanden. In 1997 lanceerden ze de ep Work Rest & Play. Na verdere opnamen die nog niet zijn uitgebracht, richtten beide zich op hun solocarrière, Jeremy Kelly o.a. als theatermaker en Tom Hingley als solomuzikant.
In 2001 hervormde Hingley de band als Tom Hingley & The Lovers, met Jason Brown op gitaar, Kelly Wood op keyboard en Steve Hanley op bas. Hanley speelde van 1979 tot 1998 in de Britse cultband The Fall. Even later vervoegde Paul Hanley, de jongere broer van Steve Hanley, zich bij de band als drummer. Hij speelde ook in The Fall van 1980 tot 1985. Beiden speelden toen ook in ARK. Steve Hanley formeerde deze band nadat hij The Fall had verlaten.
In september 2003 kwam de eerste opname van The Lovers in de huidige bezetting op de markt, de felgele vinylsingle Yeah. Het eerste album Abba Are The Enemy werd uitgebracht in 2004 en kreeg zeer goede recensies. Beide platen verschenen op Tom Hingley's eigen label Newmemorabilia Records, evenals het vervolgalbum Highlights, dat in maart 2008 uitkwam.

## Discografie
- 1997: Work Rest & Play, Poof Records (ep)
- 2003: Yeah, Newmemorabilia Records (vinyl-single)
- 2004: Abba Are The Enemy, Newmemorabilia Records (cd)
- 2008: Highlights, Newmemorabilia Records (cd)